# Grandjouan Onyx
Pour les articles homonymes, voir Onyx.
 (octobre 2017).
Grandjouan Onyx est une entreprise d’assainissement française.

## Historique

### Les débuts
Tout commence en 1867, quand la ville de Nantes décide de confier le nettoiement de ses rues à une entreprise privée. François Grandjouan, camionneur-manutentionnaire de navires à Nantes, obtient le marché en association avec ses trois fils : Paul, Jules et Francis. Les premiers aménagements nécessaires à cette nouvelle activité seront des hangars et cales à foins, installée à partir de 1869 sur la commune de Rezé, au lieu-dit « La Tête des Mottes » à Pont-Rousseau. L’ancien hôtel des « Deux Boutons », situé sur le site, accueille alors les bureaux.
La « répurgation », comme on l’appelle à l’époque, mobilise 60 « hommes-tombeliers », 110 femmes balayeuses, 110 chevaux et 50 tombereaux (voitures de charge qui peuvent être déchargées en basculant vers l’arrière). Le personnel travaille jusqu’à 14 heures par jour pour assurer la propreté de la ville : balayage des lieux publics, ramassage des chiens errants et enfouissement des animaux morts sur la voie publique, désinfection des urinoirs, nettoiement des rails du tramway, enlèvement du fumier… Le tri des ordures ménagères, appelées « gadoues », permet de réaliser un produit utilisé sur la rive gauche de la Loire pour graisser les vignes.

### L’arrivée du tracteur à trois roues
Au fil des ans, les conditions de travail et les techniques s’améliorent. En 1909, les premières mesures sociales apparaissent : la journée de travail est abaissée à 10 heures, les salaires augmentent et le personnel bénéficie d’un service médical en cas de maladie ou accident. En 1920, de nouveaux matériels sont conçus pour la collecte et le retraitement des ordures. Les chariots tirés par les chevaux se dotent de bennes amovibles à couvercles qui sont vidées à l’aide de grues à vapeur dans des parcs d’engrais organiques. Ces derniers permettent une fermentation accélérée des ordures ménagères.
En 1928, les premiers tracteurs automobiles « Chenard et Walcker » sont testés. Le tracteur à trois roues vient remplacer les chevaux en 1934. 
En 1937 l'entreprise, qui n'avait pas été secouée par le Front populaire, connaît une grève importante, tout comme les chantiers navals et le commerce nantais.
L'entreprise perd, en 1947, le marché de la ville de Nantes, celle-ci n'étant pas satisfaite de la prestation. Néanmoins, Grandjouan conserve le marché à Rezé. Puis l'activité se développe. À partir de 1953, Grandjouan vend aussi ses services de collecte et de nettoiement à des entreprises privées. Plusieurs antennes spécialisées sont implantées à Nantes, Saint-Herblain, Guérande, le site historique de Pont-Rousseau se limitant à l’accueil du Centre Nantes Services Publics.

### XXIesiècle
Grandjouan Onyx est une filiale du groupe Veolia Environnement (ex Vivendi Environnement) qui exerce ses activités sur la Bretagne et les Pays de la Loire. La société gère 13 unités de compostage, 10 unités de valorisation énergétique, 12 centres de tri, 15 centres d’enfouissement technique et 135 déchèteries. Elle emploie environ 1 900 personnes.
Avec l'arrivée des Nouvelles Cliniques Nantaises, qui ont ouvert sur l'espace du Confluent, l'entreprise quitte son site historique. Le 11 juin 2006, les bureaux et hangars ont été vidés. L'activité a été transférée à Saint-Herblain, dans la zone industrielle de la Loire. Les nouveaux bâtiments, construits pour l'occasion sur 2 200 m2 regroupent également d’autres services : la direction départementale et ses quatre agences commerciales, la collecte en porte à porte et apport volontaire de l'agglomération nantaise et de l'est du département de la Loire-Atlantique, l'activité de nettoiement et l'activité DMS (déchets ménagers spéciaux), quant à l'activité industrie (NMI), elle a son propre site. Le site rassemble 250 personnes. Le siège régional reste lui, implanté sur l'île de Nantes à Nantes.

## Grandjouan dans la culture populaire
Dans les années 1930, une expression à la limite dévalorisante faisait dire aux mères des filles qui n'apprenaient pas bien à l'école : « Continue comme ça et tu seras dactylo chez Grandjouan »… ce qui voulait dire « Si tu ne travailles pas suffisamment à l'école le seul métier que tu pourras exercer sera celui de balayeuse de rue ».